# 沖澤のどか
沖澤 のどか（おきさわ のどか、1987年 - ）は、日本の指揮者。青森県三沢市生まれ、青森市育ち。ハンス・アイスラー音楽大学ベルリン修士課程オーケストラ指揮専攻修了。ドイツ・ベルリン在住。所属事務所はKD SCHMID。

## 人物・来歴
青森県出身。親族の影響で幼少期から楽器類に親しんでおり、小学5年から高校までは地元の青森ジュニアオーケストラでチェロを弾いていた。青森県立青森東高校では吹奏楽部に所属し、パートはオーボエであった。
音楽の道に進むと決意したタイミングが高校2年の冬と遅く、それまでほぼ勉強していなかった「指揮科」を進学先に選んだ理由のひとつとして、普通高校でも芸術系大学への入試準備が間に合うかもしれないと考えたためと明かしている。高校2年生くらいまでは大学で日本語を勉強して、将来は図書館司書など静かな仕事がしたかったと語っている。
東京藝術大学音楽学部指揮科に現役合格、首席卒業。卒業時にアカンサス音楽賞、同声会賞を受賞し、新卒業生紹介演奏会に出演。同大学院音楽研究科指揮専攻修士課程修了。在学中に高関健と尾高忠明に師事した。2014年に同大学院を修了した後、ハンス・アイスラー音楽大学ベルリンへ進学してクリスツィアン・エーヴァルトとハンス・ディーター・バウムの下でオーケストラ指揮を学び、2019年に修士号を取得した。
2011-2012年、オーケストラ・アンサンブル金沢指揮研究員。2015年、フェリックス・メンデルスゾーン基金の奨学生に選出。
2016年、第7回ジュネス・ミュジカル・ブカレスト国際指揮者コンクールにて第3位受賞。
2017年、ダニエレ・ガッティとロイヤル・コンセルトヘボウ管弦楽団によるマスタークラスに参加。
2018年、第18回東京国際音楽コンクール〈指揮〉にて、女性として初めて第1位及び特別賞、齋藤秀雄賞を受賞。第1回ニース・コートダズール・オペラ指揮コンクールセミファイナリスト。
2019年、東京・春・音楽祭において、リッカルド・ムーティによるイタリア・オペラ・アカデミーを受講。
2019年9月21日、第56回ブザンソン国際指揮者コンクール優勝。同時に聴衆賞及びオーケストラ賞に輝いた。
2019年10月、ハンス・アイスラー音楽大学ベルリン修士課程オーケストラ指揮専攻を修了する。
これまでに、指揮を田中良和、松尾葉子、尾高忠明、高関健、下野竜也、クリスツィアン・エーヴァルト、ハンス・ディーター・バウム、マヌエル・ナヴリの各氏に、オペラ指揮をハンス＝ディーター・バウムに師事。井上道義、下野竜也、パーヴォ・ヤルヴィ、ネーメ・ヤルヴィ、クルト・マズア、リッカルド・ムーティ各氏のマスタークラスを受講。
2020年よりベルリン・フィルハーモニー管弦楽団のカラヤン・アカデミーの奨学金を受け、キリル・ペトレンコの助手となる。2022年3月には、連邦大統領官邸（ベルビュー宮殿)においてロシアの侵略を受けたウクライナとの連帯を示すために開催されたコンサートで、急病のペトレンコの代役としてベルリン・フィルを指揮した。
2022年8月のセイジ・オザワ 松本フェスティバルで『フィガロの結婚』を指揮して成功裡に終えた。
2023年4月より京都市交響楽団の第14代常任指揮者に就任。
2024年よりセイジ・オザワ 松本フェスティバルの首席客演指揮者に就任。当初予定していた就任披露公演に加えて、アンドリス・ネルソンス降板に伴い、オーケストラ コンサート Bプログラム（ブラームスの交響曲第1番、第2番）でもサイトウ・キネン・オーケストラを指揮し、高い評価を得た。
2025年11月、ボストン交響楽団にデビューする予定。
私生活では、2019年にリトアニア人男性と結婚、2022年1月には女児を出産し、そのために産休に入っていたが出産後2か月ほどで復職した。

## 評価
音楽評論家の原納暢子は、第18回東京国際音楽コンクールで沖澤が優勝したときの指揮を「体軸が全くブレず､動きにムダがない指揮」、「落ち着いて音楽に没頭できる」と評している。
音楽学者の長木誠司は、2024セイジ・オザワ 松本フェスティバルで沖澤がサイトウ・キネン・オーケストラとブラームスを演奏した公演を「演奏はすばらしかった。鬼神が、いや小澤が憑依したかと思われるほどの凄み。このオーケストラの力量を改めて感じた。これまで偉大すぎる指揮者の姿の陰に隠れていた部分を含め、すべてが前面に出そろった印象で、それらを十全に引き出してみせた沖澤の辣腕に感服してしまった」と評している。また音楽評論家の東条碩夫も同公演について「この日の代役を引き受けた首席客演指揮者の沖澤のどかにとって、強豪ＳＫＯを相手に、この音楽祭でブラームスの『交響曲第１番』と『交響曲第２番』を指揮するということは、自己の実力を示すこの上ない機会になったであろう。そして彼女は、その大舞台で、見事に成功を収めたのである。」と評した。

## ディスコグラフィ
- シベリウス：交響曲第2番（読売日本交響楽団、DENON、2023年12月20日、COCQ85619）
- ブラームス：交響曲第1番、同第2番（サイトウ・キネン・オーケストラ、Decca、2024年12月18日、UCCD45032）